# Большекулачье
Большекулачье — деревня в Омском районе Омской области, в составе Надеждинского сельского поселения.

## История
В 1928 г. село Больше-Кулачье состояло из 203 хозяйств, основное население — русские. Центр Больше-Кулачьевского сельсовета Бородинского района Омского округа Сибирского края.

## Население
| 2006 | 2010 | 2013 | 2015 |
| ---- | ---- | ---- | ---- |
| 146  | ↗236 | ↘206 | ↘197 |